# Roope Tonteri
Roope Tonteri (Kouvola, 18 maart 1992) is een Finse snowboarder. Hij vertegenwoordigde zijn vaderland op de Olympische Winterspelen 2014 in Sotsji.

## Carrière
Tonteri maakte zijn wereldbekerdebuut in januari 2008 in Graz, een maand later stond hij in Moskou voor de eerste maal in zijn carrière op het podium van een wereldbekerwedstrijd. Tijdens de FIS wereldkampioenschappen snowboarden 2011 in La Molina eindigde de Fin als negende op het onderdeel Big Air. In Oslo nam Tonteri deel aan de WSF wereldkampioenschappen snowboarden 2012, op dit toernooi eindigde hij als achtste op het onderdeel slopestyle. Op de FIS wereldkampioenschappen snowboarden 2013 in Stoneham-et-Tewkesbury veroverde de Fin de wereldtitel op het onderdeel slopestyle. Een dag na zijn zege op het onderdeel slopestyle werd hij ook wereldkampioen big air. Tijdens de Olympische Winterspelen van 2014 eindigde Tonteri als elfde op het onderdeel slopestyle.
In Kreischberg nam de Fin deel aan de FIS wereldkampioenschappen snowboarden 2015. Op dit toernooi prolongeerde hij zijn wereldtitel op het onderdeel big air. Op het onderdeel slopestyle moest hij genoegen nemen met de zilveren medaille. Op 3 december 2016 boekte hij in Mönchengladbach zijn eerste wereldbekerzege.

## Resultaten

### Olympische Winterspelen
| Jaar | Plaats | Resultaten     |
| ---- | ------ | -------------- |
| 2014 | Sotsji | 11e Slopestyle |

### Wereldkampioenschappen
| FIS  | FIS                    | FIS                  |
| Jaar | Plaats                 | Resultaten           |
| ---- | ---------------------- | -------------------- |
| 2011 | La Molina              | 9e Big Air           |
| 2013 | Stoneham-et-Tewkesbury | Big Air · Slopestyle |
| 2015 | Kreischberg            | Big Air · Slopestyle |

| WSF  | WSF    | WSF           |
| Jaar | Plaats | Resultaten    |
| ---- | ------ | ------------- |
| 2012 | Oslo   | 8e Slopestyle |

### Wereldbeker
Eindklasseringen
| Seizoen   | Algm | HP  | BA  | SBS |
| --------- | ---- | --- | --- | --- |
| 2007/2008 | 109e | –   | 22e | –   |
| 2008/2009 | 191e | –   | 48e | –   |
| 2009/2010 | 64e  | –   | 9e  | –   |
| 2010/2011 | 120e | –   | 73e | –   |
| 2011/2012 | 122e | –   | 57e | –   |
| 2012/2013 | 6e   | 86e | 4e  | 7e  |
| 2014/2015 | 20e  | –   | 10e | 24e |

Wereldbekerzeges
| Datum           | Plaats          | Onderdeel |
| --------------- | --------------- | --------- |
| 3 december 2016 | Mönchengladbach | Big air   |